# USS Shea (DM-30)
USS Shea (DD-750/DM-30/MMD-30) là một tàu khu trục rải mìn lớp Robert H. Smith được Hải quân Hoa Kỳ chế tạo trong Chiến tranh Thế giới thứ hai. Con tàu được đặt theo tên Thiếu tá Hải quân John Joseph Shea (1898-1942), người tử trận khi đang nỗ lực chữa cháy chiếc tàu sân bay USS Wasp (CV-7) bị trúng ngư lôi đối phương năm 1942, và được truy tặng Huân chương Chữ thập Hải quân cùng được truy thăng cấp bậc lên hàm Trung tá Hải quân. Nó đã hoạt động cho đến hết chiến tranh, và tiếp tục phục vụ cho đến khi được cho xuất biên chế năm 1958, rút đăng bạ năm 1973 và tháo dỡ năm 1974. Shea được tặng thưởng danh hiệu Đơn vị Tưởng thưởng Hải quân cùng một Ngôi sao Chiến trận do thành tích phục vụ trong Thế Chiến II.

## Thiết kế và chế tạo
Shea được đặt lườn, như là tàu khu trục DD-750 thuộc lớp Allen M. Sumner, vào ngày 23 tháng 12 năm 1943 tại xưởng tàu của hãng Bethlehem Steel Company ở Staten Island, New York, và được hạ thủy vào ngày 20 tháng 5 năm 1944; được đỡ đầu bởi bà John J. Shea, vợ góa Thiếu tá Shea. Nó được xếp lại lớp như một tàu khu trục rải mìn với ký hiệu lườn DM-30 vào ngày 20 tháng 7 năm 1944 trước khi nhập biên chế tại Xưởng hải quân New York vào ngày 30 tháng 9 năm 1944 dưới quyền chỉ huy của Hạm trưởng, Trung tá Hải quân Charles C. Kirkpatrick.

## Lịch sử hoạt động

### Chạy thử máy – chuyển sang Thái Bình Dương
Shea tiếp tục được trang bị tại Xưởng hải quân New York trong 15 ngày tiếp theo, rồi được chất đạn dược tại Earle và Bayonne, New Jersey trước khi quay trở lại New York, và bắt đầu chuyến đi chạy thử máy từ ngày 21 tháng 10 năm 1944 đến vùng biển Bermuda. Nó lên đường vào ngày 16 tháng 11 để quay trở về Norfolk, Virginia, và trải qua một đợt huấn luyện kéo dài một tháng từ căn cứ Norfolk, trước khi lên đường đi Brooklyn, New York vào ngày 13 tháng 12, đến nơi vào ngày hôm sau.
Shea gia nhập Đội đặc nhiệm 27.3 và khởi hành từ Brooklyn để đi sang vùng bờ Tây, băng qua kênh đào Panama từ ngày 20 đến ngày 22 tháng 12, và đi đến San Franciscovào ngày 31 tháng 12. Nó lại lên đường bốn ngày sau đó để hướng đến khu vực quần đảo Hawaii, và sau những đợt thực hành huấn luyện từ Trân Châu Cảng, chiếc tàu khu trục rải mìn tiếp tục hướng sang khu vực Tây Thái Bình Dương, đi đến Eniwetok vào ngày 2 tháng 3 năm 1945. Những đợt thực hành huấn luyện lại tiếp nối cho đến ngày 19 tháng 3, khi nó lên đường đi Ulithi, chặng đầu tiên của chuyến đi sang vùng chiến sự tại Okinawa.

### Trận Okinawa
Shea khởi hành từ Ulithi vào ngày 19 tháng 3, 1945 để gia nhập Đội đặc nhiệm 52.3. Nó có mặt ngoài khơi Okinawa vào ngày 24 tháng 3, tiến hành các hoạt động nhằm chuẩn bị cho cuộc đổ bộ được lên kế hoạch vào ngày 1 tháng 4. Ngoài nhiệm vụ chính là bảo vệ cho các tàu quét mìn rà quát các tuyến luồng đi đến các bãi đổ bộ, nó còn thực hiện vai trò cột mốc radar canh phòng tại khu vực chung quanh Okinawa nhằm cảnh báo sớm cho hạm đội các cuộc không kích của đối phương. Từ ngày 24 tháng 3 đến ngày 4 tháng 5, nó phải liên tục chống trả các đợt không kích và bảo vệ chống lại tàu ngầm đối phương. Nó có thể đã tiêu diệt một tàu ngầm đối phương trong vòng mười phút vào ngày 16 tháng 4, và bắn rơi tổng cộng bảy máy bay Kamikaze tấn công cảm tử.
Vào sáng ngày 4 tháng 5, Shea lên đường đi đến trạm cột mốc radar cách 20 mi (32 km) về phía Đông Bắc Zampa Misaki, Okinawa. Nó đi đến nơi khoảng 06 giờ 00, sau khi đụng độ với hai máy bay đối phương trên đường đi, nổ súng vào cả hai đối thủ và có thể đã bắn rơi một chiếc. Sau khi nhận được tin tức về một đội hình lớn máy bay đối phương sắp tiếp cận hạm đội, nó bước vào báo động trực chiến, và chứng kiến trận không kích tự sát diễn ra bên trên bãi đổ bộ Hagushi. Lúc 08 giờ 54 phút, nó phát hiện một máy bay ném bom hai động cơ Mitsubishi G4M "Betty" ở khoảng cách 6 mi (9,7 km); bốn phút sau chiếc "Betty" bị những máy bay tiêm kích tuần tra chiến đấu trên không (CAP) do Shea dẫn đường bắn hạ. Đến 08 giờ 59 phút, trinh sát viên trên chiếc tàu khu trục phát hiện một quả bom bay Yokosuka MXY-7 Ohka bên mạn phải, đang tiếp cận con tàu với vận tốc lên đến 450 kn (830 km/h). Hầu như ngay lập tức, chiếc Ohka đâm vào mạn phải cấu trúc cầu tàu của Shea, xuyên qua phòng sonar và phòng bản đồ trước khi nổ tung phía bên kia mạn trái con tàu..
Shea bị mất thông tin liên lạc toàn bộ con tàu; các đám cháy bùng phát tại Trung tâm Thông tin Hành quân, phòng bản đồ, phòng nghỉ của hạm trưởng và phòng đạn pháo số 2; các tháp pháo số 1 và số 2 bị vô hiệu, và các khẩu pháo phòng không 20 mm phía trước bị hư hại. Hệ thống kiểm soát hỏa lực bị kẹt, con quay la bàn và máy tính bị hỏng. Một sĩ quan cùng 34 thủy thủ đã thiệt mạng, và thêm 91 người khác bị thương ở những mức độ khác nhau. Con tàu bị nghiêng 5 độ sang mạn trái.
Được các tàu bạn giúp đỡ chữa cháy và cứu chữa những người bị thương, Shea bắt đầu lết trở về Hagushi, đến nơi lúc 10 giờ 52 phút. Phần lớn những người bị thương được chuyển sang tàu vận chuyển Crescent City (APA-21), và thi thể của 35 người tử trận được chuyển lên bờ để mai táng tại Okinawa. Con tàu tiếp tục di chuyển đến Kerama Retto, nơi nó được sửa chữa và chất dỡ gần hết đạn dược khỏi con tàu; ngoài ra phần lớn thiết bị như radar và bộ điều khiển hỏa lực được tháo dỡ để chuyển cho những con tàu khác thuộc Hải đội Khu trục 2 ít bị hư hại hơn. Nghi thức tưởng niệm những thành viên thủy thủ đoàn đã tử trận được cử hành vào ngày 11 tháng 5, trước khi nó lên đường vào ngày 15 tháng 5 cùng Đoàn tàu OKU 4, Đơn vị Đặc nhiệm 51.29.9, để đi Ulithi.

### Sau chiến tranh
Shea khởi hành từ Ulithi vào ngày 27 tháng 5 để quay trở về Hoa Kỳ, ghé qua Trân Châu Cảng trong ba ngày trước khi tiếp tục hành trình vào ngày 9 tháng 6, viếng thăm San Diego rồi băng qua kênh đào Panama để hướng đến Philadelphia, Pennsylvania. Con tàu đi vào Xưởng hải quân Philadelphia 2 tháng 7, nơi nó được sửa chữa những hư hại trong chiến đấu và đại tu, rồi rời xưởng tàu vào ngày 11 tháng 10 cho chuyến đi chạy thử máy đến Casco Bay, Maine. Nó tham dự những lễ hội nhân ngày Hải quân tại Bath, Maine.
Từ năm 1946 đến cuối năm 1953, Shea phục vụ cùng Hạm đội Đại Tây Dương và được phân về Đội rải mìn 2 đặt căn cứ tại Charleston, South Carolina. Nó tham gia những hoạt động thường lệ cùng hạm đội suốt khu vực Đại Tây Dương và vùng biển Caribe, nhưng bị ngắt quãng bởi một đợt biệt phái sang vùng biển Địa Trung Hải vào cuối năm 1950. Nó đã viếng thăm Trieste, Ý trong một nhiệm vụ liên lạc với lực lượng Anh tại khu vực này, và quay trở về Charleston cùng Hạm đội Đại Tây Dương vào ngày 1 tháng 2, 1951 và tiếp tục phục vụ cho đến tháng 9, 1953.
Shea được điều động sang Hạm đội Thái Bình Dương, đặt căn cứ tại Long Beach, California. Nó tham gia nhiều hoạt động thực hành rải thủy lôi và chống tàu ngầm dọc theo vùng bờ Tây, trải rộng từ Mexico cho đến British Columbia, Canada và vùng biển quần đảo Hawaii. Vào mùa Xuân năm 1954, con tàu được phái đi tham gia cuộc thử nghiệm bom nguyên tử tại đảo san hô Eniwetok thuộc quần đảo Marshall, và quay trở về Long Beach vào ngày 28 tháng 5.
Shea được cho xuất biên chế và đưa về thành phần dự bị vào ngày 9 tháng 4, 1958. Nó bị bỏ không cho đến ngày 1 tháng 9, 1973, khi nó bị rút tên khỏi danh sách Đăng bạ Hải quân, do những khảo sát cho thấy con tàu không còn phù hợp để tiếp tục hoạt động. Nó bị bán để tháo dỡ vào ngày 1 tháng 9, 1974.

## Phần thưởng
Shea được tặng thưởng danh hiệu Đơn vị Tưởng thưởng Hải quân cùng một Ngôi sao Chiến trận do thành tích phục vụ trong Thế Chiến II.